# 萊恩·克列斯科
萊恩·安東尼·克列斯科（英語：Ryan Anthony Klesko，1971年6月12日—），為前美國職棒大聯盟的外野手與一壘手，他生涯曾效力於勇士、教士與巨人等隊。

## 職業生涯
1989年美國職棒大聯盟選秀，勇士在第五輪選進克列斯科。他在1992年登上大聯盟，1994年他繳出2成78的打擊率，並敲出17轟與47分打點。他在新人王票選上拿下第三名，僅次於Raúl Mondesi和John Hudek。
1995年他繳出3成10的打擊率，並敲出23轟與70分打點。他在世界大賽第三到第五場都有開轟，其中第五場的2分砲差點被他的母親接到。最終勇士順利打敗印地安人，拿下世界大賽冠軍。
1996年，他敲出生涯最佳的36轟。他在2000年來到教士，2001年，他繳出2成86的打擊率，並敲出30轟與生涯新高的113分打點。他也在這年入選生涯唯一一次的明星賽。2002年，他繳出3成打擊率，並敲出29轟與95分打點。
2006年，克列斯科幾乎整季報銷。球季結束後，他與巨人簽下一年合約。2008年4月18日，克列斯科宣布退休。
克列斯科生涯在勇士累積5成25的長打率，至今仍名列勇士隊史第四名。在勇士累積0.886的整體攻擊指數也排在隊史第五名。

## 個人生活
退休後，克列斯科擔任勇士隊的比賽分析專員。他還兼任教士在喜願基金會的發言人，並教導小朋友們棒球。2014年6月19日，他入選波蘭裔美國運動名人堂。
克列斯科與前隊友約翰·史摩茲曾陷入一宗稅務糾紛內，因兩人涉及合夥公司捐贈的捐贈地役權。2024年4月25日，法院駁回兩人的指控，但他們依舊被處以40%的罰款。

## 生涯打擊成績
| 出賽次數 | 打席 | 打數 | 得分 | 安打 | 二安 | 三安 | 全壘打 | 打點 | 盜壘 | 保送 | 三振 | 打擊率 | 上壘率 | 長打率 | OPS  |
| -------- | ---- | ---- | ---- | ---- | ---- | ---- | ------ | ---- | ---- | ---- | ---- | ------ | ------ | ------ | ---- |
| 1736     | 6523 | 5611 | 874  | 1564 | 343  | 33   | 278    | 987  | 91   | 817  | 1077 | .279   | .370   | .500   | .870 |

## 外部連結
- 球員資訊和成績在MLB ，ESPN ，Retrosheet ，Baseball Reference ，Baseball Reference (Minors) ，Fangraphs ，The Baseball Cube （英文）